# Tu nombre envenena mis sueños
Tu nombre envenena mis sueños es una película española de género policial de 1996 dirigida por Pilar Miró. Basada en la novela homónima de Joaquín Leguina en el reparto figuran Carmelo Gómez, Emma Suárez, Ángel de Andrés López o Anabel Alonso en sus papeles principales. Destaca también por ser la última película, aunque no su último trabajo profesional, dirigida por Miró. Fue nominada a la Concha de Plata del festival de San Sebastián, y Gómez (premio Fotogramas de Plata) y Suárez (premios Fotogramas de Plata y Ondas) obtuvieron galardones por su actuación.

## Argumento
1942. El inspector Ángel Barciela investiga, ayudado por el subinspector Paco Valduque, la muerte de tres personas relacionadas aparentemente con el mundo del estraperlo: un panadero, un vendedor de harinas y el gobernador de Guadalajara. Pero cuando descubren que los muertos eran amigos y fueron miembros de la Quinta Columna en el Madrid de la guerra les hace sospechar que tras el asunto hay una venganza política.
El primer lugar al que acuden es la casa de los Buendía que durante la guerra estuvo bajo protección del Ministro de la Guerra y donde los tres muertos pasaron la contienda escondidos. Barciela entrevistará a Julia Buendía, la hija de los dueños de la casa, una mujer muy moderna, que estudió filología inglesa en Berlín y que trabaja en la embajada británica, que manifiesta la aversión que sentía hacia aquellos tipos, de los que sospechaba que estaban matando a gente de izquierdas y que además habían transmitido su ideología a su hermano Luis. Ella entonces era novia de Jaime Méndez, un dirigente de las Juventudes Socialistas Unificadas y trabajaba en un teatro, siendo muy amiga de Lola, una vicetiple que fue novia de Elósegui, uno de ellos, del que se quedó embarazada, y que posteriormente fue amante de Menéndez, el otro quintacolumnista. Ella confiesa que se encontró el cadáver de este tras su suicidio y decidió llevarlo hasta el Retiro para evitar complicaciones.
Todo apunta entonces a un crimen pasional, aunque los falangistas no están dispuestos a creerse esa versión y presionan a Barciela para que encuentre a los culpables mientras ellos mismos se dedican a ejercer impunemente tareas policiales, lo que lleva a Barciela a recomendar a Lola que salga hacia Portugal, salvándola así de una venganza que alcanzará a su padre que es salvajemente asesinado. Durante las investigaciones Barciela intima con Julia, que también parece enamorada de él, pero que no está dispuesta a renunciar a un compromiso previo con un diplomático inglés.
Las sospechas llegan también a Luis Buendía, hermano de Julia, el cual las niega, ayudando a Barciela a resolver el caso, al confesarle que él le contó a Julia que Jaime Méndez, su novio, había sido asesinado por los tres fascistas tras tenderle una trampa. Julia aparece entonces como la asesina por venganza. Barciela decide actuar rápido. Obliga a Julia a marcharse a Lisboa para desde allí salir hacia Londres con pasaporte diplomático mientras él se ocupa del jefe de los fascistas, al que asesina simulando un rito de venganza, dando por cerrado el caso como un crimen por motivos pasionales. Tras ello Barciela abandona la policía y se hace profesor de matemáticas, su gran pasión, volviendo a ver a Julia cuando esta acude, con pasaporte diplomático al entierro de su padre.

## Reparto
| Carmelo Gómez             | Ángel Barciela  |
| Emma Suárez               | Julia Buendía   |
| Ángel de Andrés López     | Paco Valduque   |
| Anabel Alonso             | Lola            |
| Toni Cantó                | Jaime Méndez    |
| Aitor Merino              | Luis Buendía    |
| Montserrat Carulla        | Pilar Buendía   |
| Simón Andreu              | Antúnez         |
| Héctor Colomé             | Mantilla        |
| José Manuel Romero Moreno | Alférez         |
| Miguel Palenzuela         | Enrique Buendía |
| Joaquín Notario           | Elosegui        |
| Alfred Lucchetti          | Joaquín         |
| Nicolás Dueñas            | Paco Luque      |
| Chema Muñoz               | Miguel          |
| Luis Hostalot             | Blas Menéndez   |
| Javier Blanco             | Federico Teruel |
| Vicente Díez              | Pepe            |
| Pepe González             | Oficial 1       |
| Nacho Castaño             | Oficial 2       |
| Gonzalo Baz               | Oficial 3       |
| César Varona              | Sacerdote       |
| José Antonio Navarro      | Simón García    |
| José María Sacristán      | Chófer          |
| Paco Catalá               | Policía         |
| Rebeca Tébar              | Criada          |
| Miguel Roa                | Pianista        |
| John Hopewell             | John Balfour    |
| José Antonio Sayagués     | Mayordomo       |
| Chusa Barbero             |                 |
| Israel Frías              |                 |
| Ismael Martínez           |                 |
| Natalia Millán            |                 |
| José Nieto                |                 |
| Adolfo Obregón            |                 |
| Silvia Espigado           |                 |

## Referencia a Luis Cernuda
El título de la obra alude al poema de Luis Cernuda "Un español habla de su tierra", y en concreto a la estrofa "Contigo solo estaba,/ En ti sola creyendo;/ Pensar tu nombre ahora / Envenena mis sueños."

## Recepción
La cinta obtiene valoraciones mayoritariamente positivas en los portales de información cinematográfica. En IMDb, con 215 votos, obtiene una puntuación media de 6,2 sobre 10. En FilmAffinity con 1.447 valoraciones tiene una puntuación de 5,8 sobre 10. Fernando Morales en el periódico El País la calificó como "Interesante historia de venganza según la novela homónima de Joaquín Leguina". La redacción de la revista Fotogramas le otorgó 2 de 5 estrellas.